# Aaron Boone
Aaron John Boone (ur. 9 marca 1973) – amerykański baseballista, który występował na pozycji trzeciobazowego. Od grudnia 2017 menadżer New York Yankees.

## Kariera zawodnicza
W czerwcu 1991 został wybrany w 43. rundzie draftu przez California Angles, jednak nie podpisał kontraktu z organizacją tego klubu, gdyż zdecydował się podjąć studia na University of Southern California, gdzie w latach 1992–1994 grał w drużynie uniwersyteckiej USC Trojans. W ciągu trzech sezonów gry na uczelni uzyskał średnią 0,302, zdobył 11 home runów i zaliczył 94 RBI. W czerwcu 1994 został wybrany w 3. rundzie draftu przez Cincinnati Reds i początkowo grał w klubach farmerskich tego zespołu, najwyżej na poziomie Triple-A w Indianapolis Indians.
W Major League Baseball zadebiutował 20 czerwca 1997 w meczu przeciwko St. Louis Cardinals, w którym zaliczył RBI single i skradł bazę. 15 lipca 2003 był w składzie NL All-Star Team, a dwa tygodnie później w ramach wymiany zawodników przeszedł do New York Yankees. 16 października 2003 w meczu numer 7 American League Championship Series, w których Yankees mierzyli się z Boston Red Sox, zdobył walk-off home runa w drugiej połowie jedenastej zmiany. Grał jeszcze w Cleveland Indians, Florida Marlins, Washington Nationals i Houston Astros. Karierę zawodniczą zakończył w lutym 2010.

## Kariera menedżerska
W grudniu 2017 został menadżerem New York Yankees.

## Życie prywatne
Aaron Boone jest synem Boba Boone’a, czterokrotnego uczestnika Meczu Gwiazd i mistrza MLB z Philadelphia Phillies w 1980, wnukiem Raya Boone’a, dwukrotnego uczestnika Meczu Gwiazd i mistrza MLB z Cleveland Indians w 1948 roku oraz bratem Breta Boone’a, który również wystąpił w All-Star Game.

## Nagrody i wyróżnienia
| Nagroda/wyróżnienie | Lata | Źródło |
| All-Star            | 2003 | [ 1 ]  |